# Borówki (Głęboka)
Borówki – część wsi Głęboka w Polsce, położona w województwie małopolskim, w powiecie gorlickim, w gminie Biecz. Wchodzi w skład sołectwa Głęboka.
W latach 1975–1998 Borówki należały administracyjnie do województwa krośnieńskiego.